# Ovid (Colorado)
Ovid é uma cidade  localizada no estado americano de Colorado, no Condado de Sedgwick.

## Demografia
Segundo o censo americano de 2000, a sua população era de 330 habitantes.
Em 2006, foi estimada uma população de 306, um decréscimo de 24 (-7.3%).

## Geografia
De acordo com o United States Census Bureau tem uma área de
0,4 km², dos quais 0,4 km² cobertos por terra e 0,0 km² cobertos por água. Ovid localiza-se a aproximadamente 1080 m acima do nível do mar.

## Localidades na vizinhança
O diagrama seguinte representa as localidades num raio de 40 km ao redor de Ovid.